# 60e cérémonie des National Board of Review Awards
 (décembre 2022).
Si vous disposez d'ouvrages ou d'articles de référence ou si vous connaissez des sites web de qualité traitant du thème abordé ici, merci de compléter l'article en donnant les références utiles à sa vérifiabilité et en les liant à la section « Notes et références ».
Les 60e National Board of Review Awards ont été annoncés le 13 décembre 1988 et décernés le 27 février 1989.

## Les 10 des films
1. Mississippi Burning
2. Les Liaisons dangereuses
3. Les Accusés
4. L'Insoutenable légèreté de l'être
5. La Dernière tentation du Christ
6. Tucker
7. Big
8. A bout de course
9. Gorilles dans la brume
10. Midnight Run

## Top des films étrangers
1. Femmes au bord de la crise de nerfs
2. Pelle le Conquérant
3. Le Grand chemin
4. Salaam Bombay !
5. Une femme exigeante

## Gagnants
- Meilleure image:
  - Mississippi brûlant
- Meilleur film étranger :

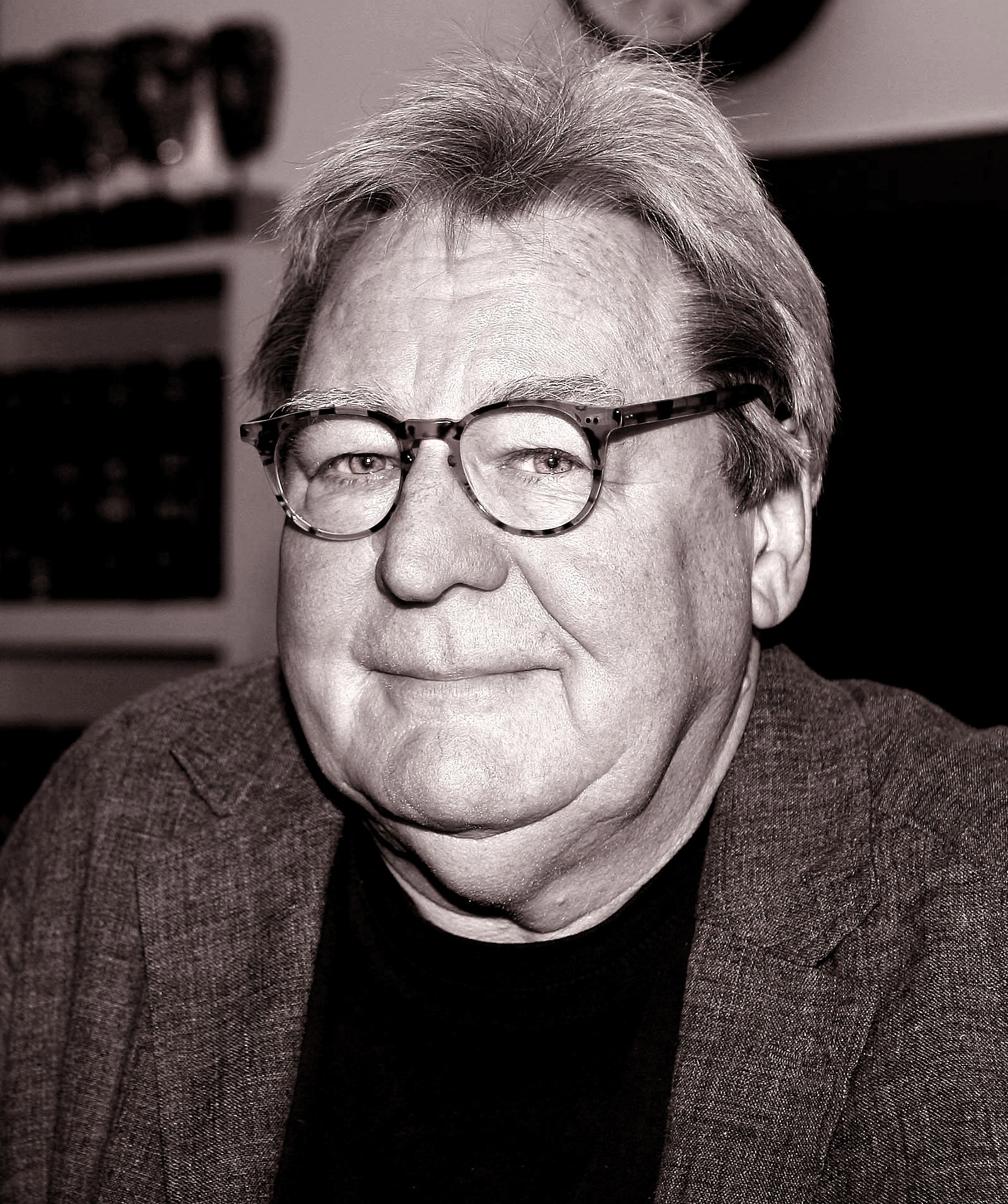
Alan Parker, gagnant du prix du meilleur réalisateur

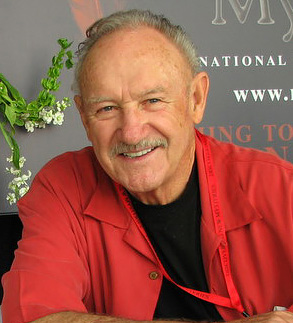
Gene Hackman, gagnant du prix du meilleur acteurnant du prix du meilleur acteur

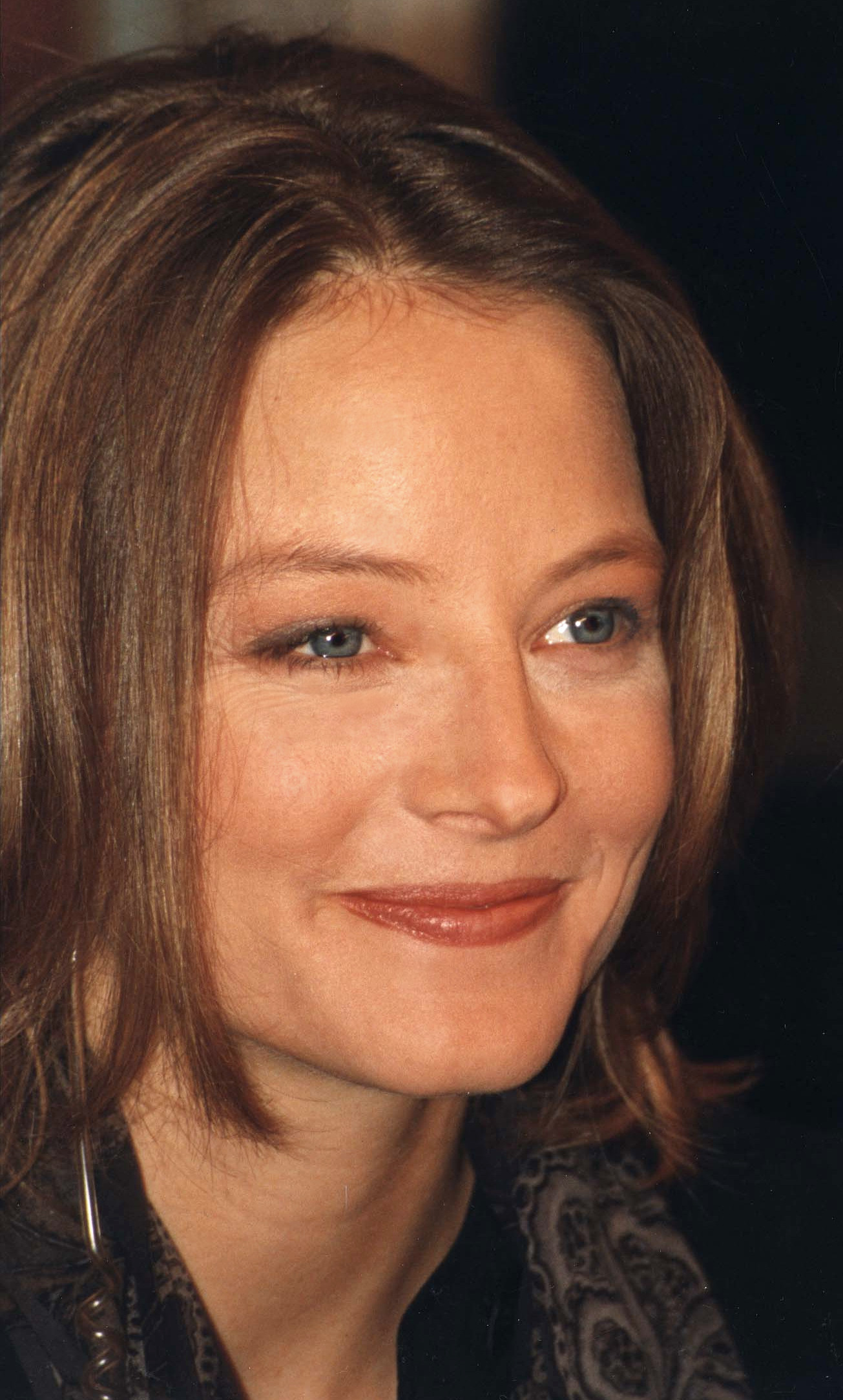
Jodie Foster, lauréate de la meilleure actrice

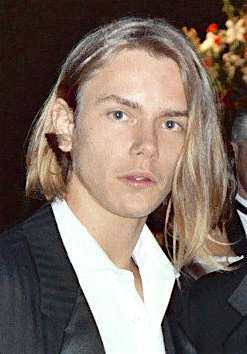
River Phoenix, Gagnant du prix du meilleur acteur de second rôle

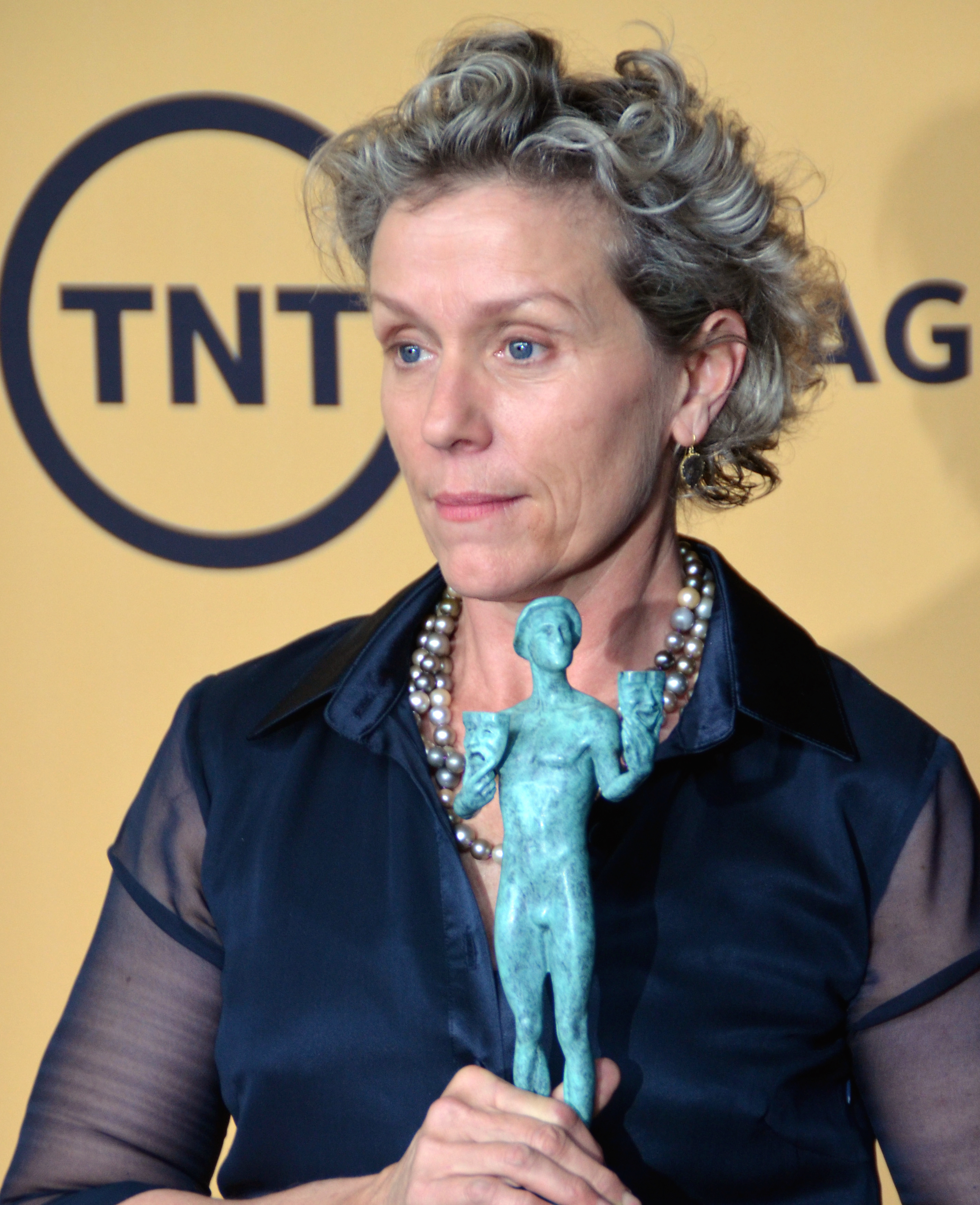
Frances McDormand, Gagnante du prix de la meilleure actrice de second rôle

  - Femmes au bord de la crise de nerfs [1]
- Meilleur acteur:
  - Gene Hackman - Mississippi brûlant
- Meilleure actrice:
  - Jodie Foster - L'accusé
- Meilleur acteur dans un second rôle :
  - River Phoenix - Courir à vide [2]
- La meilleure actrice dans un second rôle:
  - Frances McDormand - Mississippi brûlant
- Meilleur réalisateur :
  - Alan Parker - Mississippi brûlant [3]
- Meilleur documentaire
  - La mince ligne bleue [4],[5],[6]
- Prix d'excellence professionnelle :
  - Kirk Douglas

1. ↑  BIG FILM WINNER - Orlando Sentinel
2. ↑  The River Phoenix Gallery on Twitter: "Excerpt of River Phoenix's acceptance speech at the 60th Annual National Board of...
3. ↑  DATELINE HOLLYWOOD - The Washington Post
4. ↑  Errol Morris: Film
5. ↑  The Independent Film Channel Announces The Re-Launch Of Errol Morris' Acclaimed Series 'Fist Person' - AMC Networks
6. ↑  100 Film Critics Can't Be Wrong, Can They? : The critics' consensus choice for the 'best' movie of '88 is . . . a documentary! - Los Angeles Times